# Ingrid Herrlin
Ingrid Herrlin, född 25 maj 1932 i Båstad, är en svensk keramiker och skulptör som studerat vid Konstindustriella Högskolan Göteborg 1953-1957. Det huvudsakliga motiven för hennes realistiska stengodsföremål är frukter, bär och olika bruksföremål.